# SuperDraft de la MLS 2003
El SuperDraft de 2003 fue la 4° evento de este tipo para la Major League Soccer, se llevó a cabo el 17 de enero en Kansas City, Misuri consto de seis rondas para un total de 58 jugadores seleccionados.

## Primera Ronda
|  | Miembro de Proyecto-40 |

| N.º | Jugador            | Equipo de la MLS                                                       | Universidad/Proyecto/Club                        | Posición              | Imagen |
| --- | ------------------ | ---------------------------------------------------------------------- | ------------------------------------------------ | --------------------- | ------ |
| 1   | Alecko Eskandarian | D.C. United                                                            | Universidad de Virginia                          | Delantero             |        |
| 2   | Ricardo Clark      | MetroStars                                                             | Centrocampista                                   | Universidad de Furman |        |
| 3   | Nate Jaqua         | Chicago Fire (desde Kansas City Wizards)                               | Universidad de Portland                          | Delantero             |        |
| 4   | Mike Magee         | MetroStars (desde Chicago Fire vía Dallas Burn)                        | Proyecto-40                                      | Delantero             |        |
| 5   | David Stokes       | D.C. United (desde Dallas Burn vía MetroStars)                         | Universidad de Carolina del Norte en Chapel Hill | Defensa               |        |
| 6   | Todd Dunivant      | San Jose Earthquakes                                                   | Universidad de Stanford                          | Defensa               |        |
| 7   | Diego Walsh        | Columbus Crew                                                          | Universidad Metadista del Sur                    | Centrocampista        |        |
| 8   | Guillermo González | Los Angeles Galaxy(desde Colorado Rapids)                              | Proyecto-40                                      | Centrocampista        |        |
| 9   | Pat Noonan         | New England Revolution (desde New England Revolution vía Miami Fusion) | Universidad de Indiana                           | Delantero             |        |
| 10  | Shavar Thomas      | Dallas Burn (desde Los Angeles Galaxy)                                 | Universidad de Connecticut                       | Defensa               |        |

## Segunda Ronda
|  | Miembro de Proyecto-40 |

| N.º | Jugador        | Equipo de la MLS                                                                        | Universidad/Proyecto/Club                | Posición       | Imagen |
| --- | -------------- | --------------------------------------------------------------------------------------- | ---------------------------------------- | -------------- | ------ |
| 11  | Brian Carroll  | D.C. United                                                                             | Universidad de Wake Forest               | Centrocampista |        |
| 12  | Eddie Gaven    | MetroStars(desde MetroStars vía Dallas Burn vía Los Angeles Galaxy)                     | Proyecto-40                              | Centrocampista |        |
| 13  | Arturo Álvarez | San Jose Earthquakes(desde Kansas City Wizards vía D.C. United vía Kansas City Wizards) | Proyecto-40                              | Centrocampista |        |
| 14  | Doug Warren    | D.C. United (desde Chicago Fire)                                                        | Universidad Clemson                      | Portero        |        |
| 15  | Jason Thompson | Dallas Burn                                                                             | Universidad del Este de Illinois         | Delantero      |        |
| 16  | Scot Thompson  | Los Angeles Galaxy (desde San Jose Earthquakes)                                         | Universidad de California en Los Ángeles | Defensa        |        |
| 17  | Tim Regan      | MetroStars (desde Columbus Crew)                                                        | Universidad de Bradley                   | Defensa        |        |
| 18  | Damani Ralph   | Chicago Fire (desde Colorado Rapids)                                                    | Universidad de Connecticut               | Delantero      |        |
| 19  | Arturo Torres  | Los Angeles Galaxy (desde New England Revolution)                                       | Universidad Loyola Marymount             | Centrocampista |        |
| 20  | Ricky Lewis    | Los Angeles Galaxy(desde Los Angeles Galaxy vía D.C. United)                            | Universidad Clemson                      | Defensa        |        |

## Tercera Ronda
|  | Miembro de Proyecto-40 |

| N.º | Jugador           | Equipo de la MLS                                         | Universidad/Proyecto/Club                        | Posición       | Imagen |
| --- | ----------------- | -------------------------------------------------------- | ------------------------------------------------ | -------------- | ------ |
| 21  | David Comfort     | Dallas Burn (desde D.C. United)                          | Universidad de Virginia                          | Portero        |        |
| 22  | Dimelon Westfield | New England Revolution (desde MetroStars)                | Universidad Clemson                              | Delantero      |        |
| 23  | Roger Levesque    | San Jose Earthquakes (desde Kansas City Wizards)         | Universidad de Stanford                          | Delantero      |        |
| 24  | Logan Pause       | Chicago Fire                                             | Universidad de Carolina del Norte en Chapel Hill | Centrocampista |        |
| 25  | Ryan Mack         | Chicago Fire(desde Dallas Burn)                          | Universidad de Indiana                           | Centrocampista |        |
| 26  | Phil Swenda       | Chicago Fire(desde San Jose Earthquakes vía Dallas Burn) | Universidad Seton Hall                           | Delantero      |        |
| 27  | Jason Cole        | Colorado Rapids (desde Columbus Crew)                    | Universidad de San Luis                          | Defensa        |        |
| 28  | Alex Blake        | Colorado Rapids                                          | Williams College                                 | Delantero      |        |
| 29  | Kyle Singer       | New England Revolution                                   | Boston College                                   | Portero        |        |
| 30  | Tim Glowienka     | MetroStars (desde Los Angeles Galaxy)                    | Universidad de Carolina del Sur                  | Defensa        |        |

## Cuarta Ronda
|  | Miembro de Proyecto-40 |

| N.º | Jugador             | Equipo de la MLS                                    | Universidad/Proyecto/Club                        | Posición       | Imagen |
| --- | ------------------- | --------------------------------------------------- | ------------------------------------------------ | -------------- | ------ |
| 31  | Hayden Woodworth    | D.C. United                                         | Messiah College                                  | Centrocampista |        |
| 32  | Kenny Arena         | MetroStars                                          | Universidad de Virginia                          | Defensa        |        |
| 33  | Taylor Graham       | Kansas City Wizards                                 | Universidad de Stanford                          | Defensa        |        |
| 34  | Mike Tranchilla     | Dallas Burn (desde Chicago Fire)                    | Universidad Creighton                            | Delantero      |        |
| 35  | Rob Friend          | Chicago Fire (desde Dallas Burn)                    | Universidad de California en Santa Bárbara       | Delantero      |        |
| 36  | Josh Saunders       | San Jose Earthquakes                                | Universidad de California en Berkeley            | Portero        |        |
| 37  | Michael Ritch       | Columbus Crew                                       | Universidad de Auburn                            | Delantero      |        |
| 38  | Matt Crawford       | Colorado Rapids                                     | Universidad de Carolina del Norte en Chapel Hill | Centrocampista |        |
| 39  | Jamil Walker        | San Jose Earthquakes (desde New England Revolution) | Universidad de Santa Clara                       | Centrocampista |        |
| 40  | Hamid Mehreioskouei | Los Angeles Galaxy                                  | Universidad de Bradley                           | Delantero      |        |

## Quinta Ronda
|  | Miembro de Proyecto-40 |

| N.º | Jugador            | Equipo de la MLS                          | Universidad/Proyecto/Club                | Posición       | Imagen |
| --- | ------------------ | ----------------------------------------- | ---------------------------------------- | -------------- | ------ |
| 41  | John Swann         | D.C. United                               | Universidad de Indiana                   | Defensa        |        |
| 42  | Jacob LeBlanc      | MetroStars                                | Universidad de Virginia                  | Centrocampista |        |
| 43  | Jack Jewsbury      | Kansas City Wizards                       | Universidad de San Luis                  | Centrocampista |        |
| 44  | Chad Dombrowski    | Chicago Fire                              | Universidad de Wisconsin-Milwaukee       | Defensa        |        |
| 45  | Michael Mariscalco | Dallas Burn                               | Universidad Butler                       | Centrocampista |        |
| 46  | Johanes Maliza     | San Jose Earthquakes                      | Universidad de Stanford                  | Centrocampista |        |
| 47  | Guy Abrahamson     | Columbus Crew                             | Universidad Rutgers                      | Centrocampista |        |
| 48  | Casey Schmidt      | Colorado Rapids                           | Boston College                           | Delantero      |        |
| 49  | Marco Vélez        | MetroStars (desde New England Revolution) | Universidad Barry                        | Centrocampista |        |
| 50  | Jimmy Frazelle     | Los Angeles Galaxy                        | Universidad de California en Los Ángeles | Centrocampista |        |

## Sexta Ronda
|  | Miembro de Proyecto-40 |

| N.º | Jugador          | Equipo de la MLS                               | Universidad/Proyecto/Club                | Posición       | Imagen |
| --- | ---------------- | ---------------------------------------------- | ---------------------------------------- | -------------- | ------ |
| 51  | Michael Behonick | D.C. United                                    | Universidad Americana                    | Portero        |        |
| 52  | Andy Rosenband   | Dallas Burn (desde MetroStars)                 | Universidad Estatal de Ohio              | Delantero      |        |
| 53  | Kevin Friedland  | Kansas City Wizards                            | Universidad Metadista del Sur            | Defensa        |        |
| 54  | Ryan Futagaki    | Chicago Fire                                   | Universidad de California en Los Ángeles | Centrocampista |        |
| 55  | Joe Barton       | Los Angeles Galaxy (desde Dallas Burn)         | Universidad de California, Northridge    | Portero        |        |
| 56  | Frank Sanfilippo | San Jose Earthquakes                           | Universidad Estatal de San Jose          | Centrocampista |        |
| 57  | Jake Traeger     | Columbus Crew (desde Colorado Rapids)          | Universidad Estatal de Ohio              | Centrocampista |        |
| 58  | Byron Carmichael | Kansas City Wizards (desde Los Angeles Galaxy) | Universidad Marshall                     | Delantero      |        |

## Selecciones por Posición
| Ronda   | Portero | Defensa | Mediocampista | Delantero | Total |
| ------- | ------- | ------- | ------------- | --------- | ----- |
| Primera | 0       | 3       | 3             | 4         | 10    |
| Segunda | 1       | 3       | 4             | 2         | 10    |
| Tercera | 2       | 2       | 2             | 4         | 10    |
| Cuarta  | 1       | 2       | 3             | 4         | 10    |
| Quinta  | 0       | 2       | 7             | 1         | 10    |
| Sexta   | 2       | 1       | 3             | 2         | 8     |
| Totales | 6       | 13      | 22            | 17        | 58    |